# Gran Premio motociclistico d'Ungheria 1990
Il Gran Premio motociclistico d'Ungheria 1990 è stata la quattordicesima e penultima prova del motomondiale 1990, nonché prima edizione del Gran Premio motociclistico d'Ungheria.
Si è svolto il 2 settembre 1990 sull'Hungaroring e ha visto le vittorie di Michael Doohan in classe 500, di John Kocinski in classe 250 e di Loris Capirossi in classe 125. Tra i sidecar si sono imposti Paul Güdel/Charly Güdel: è la prima vittoria nel motomondiale di un equipaggio composto da due fratelli.
Proprio quello dei sidecar, dopo quello della classe 500, è stato il secondo titolo iridato assegnato nell'anno; se lo è aggiudicato l'equipaggio di Alain Michel e Simon Birchall.

## Classe 500
Primo successo in carriera nel motomondiale per l'australiano Michael Doohan che era anche partito dalla pole position e ha ottenuto il giro più veloce; alle sue spalle gli statunitensi Eddie Lawson e Kevin Schwantz mentre il già campione mondiale Wayne Rainey in questo caso si è ritirato.

### Arrivati al traguardo
| Pos. | Pilota               | Moto    | Tempo     | Griglia | Punti |
| ---- | -------------------- | ------- | --------- | ------- | ----- |
| 1    | Michael Doohan       | Honda   | 49.14.920 | 1       | 20    |
| 2    | Eddie Lawson         | Yamaha  | 49.40.362 | 2       | 17    |
| 3    | Kevin Schwantz       | Suzuki  | 50.09.321 | 3       | 15    |
| 4    | Wayne Gardner        | Honda   | 50.17.552 | 8       | 13    |
| 5    | Juan Garriga         | Yamaha  | 50.19.714 | 9       | 11    |
| 6    | Jean-Philippe Ruggia | Yamaha  | 50.20.890 | 11      | 10    |
| 7    | Niall Mackenzie      | Suzuki  | 50.21.168 | 7       | 9     |
| 8    | Carl Fogarty         | Honda   | 50.30.509 | 10      | 8     |
| 9    | Alex Barros          | Cagiva  | 50.48.920 | 14      | 7     |
| 10   | Sito Pons            | Honda   | 50.54.865 | 12      | 6     |
| 11   | Ron Haslam           | Cagiva  | 51.00.946 | 13      | 5     |
| 12   | Marco Papa           | Honda   | 1 giro    | 15      | 4     |
| 13   | Rachel Nicotte       | Plaisir | 1 giro    | 17      | 3     |
| 14   | Eddie Laycock        | Honda   | 1 giro    | 16      | 2     |
| 15   | Martin Trösch        | Honda   | 2 giri    | 21      | 1     |
| 16   | Cees Doorakkers      | Honda   | 2 giri    | 22      |       |

### Ritirati
| Pilota           | Moto   | Motivo | Griglia |
| ---------------- | ------ | ------ | ------- |
| Randy Mamola     | Cagiva |        | 6       |
| Andreas Leuthe   | Honda  |        | 20      |
| Christian Sarron | Yamaha |        | 5       |
| Wayne Rainey     | Yamaha |        | 4       |
| Karl Truchsess   | Honda  |        | 19      |

### Ritirato
| Pilota       | Moto  | Motivo | Griglia |
| ------------ | ----- | ------ | ------- |
| Peter Lindén | Honda |        | 18      |

## Classe 250
Con la vittoria nel gran premio e il terzo posto del suo rivale Carlos Cardús, lo statunitense John Kocinski assottiglia il suo distacco in classifica generale, riducendolo a 5 punti e lasciando aperta fino all'ultima prova l'assegnazione del titolo iridato.

### Arrivati al traguardo
| Pos. | Pilota              | Moto    | Tempo     | Griglia | Punti |
| ---- | ------------------- | ------- | --------- | ------- | ----- |
| 1    | John Kocinski       | Yamaha  | 50.02.170 | 1       | 20    |
| 2    | Helmut Bradl        | Honda   | 50.06.156 | 2       | 17    |
| 3    | Carlos Cardús       | Honda   | 50.16.480 | 4       | 15    |
| 4    | Luca Cadalora       | Yamaha  | 50.22.099 | 6       | 13    |
| 5    | Àlex Crivillé       | Yamaha  | 50.22.259 | 5       | 11    |
| 6    | Dominique Sarron    | Honda   | 50.35.276 | 7       | 10    |
| 7    | Jacques Cornu       | Honda   | 50.39.794 | 8       | 9     |
| 8    | Martin Wimmer       | Aprilia | 50.41.087 | 3       | 8     |
| 9    | Wilco Zeelenberg    | Honda   | 50.56.257 | 16      | 7     |
| 10   | Loris Reggiani      | Aprilia | 51.09.684 | 13      | 6     |
| 11   | Paolo Casoli        | Yamaha  | 51.09.974 | 14      | 5     |
| 12   | Renzo Colleoni      | Aprilia | 51.10.271 | 10      | 4     |
| 13   | Didier de Radiguès  | Aprilia | 51.10.854 | 18      | 3     |
| 14   | Jochen Schmid       | Honda   | 51.20.886 | 25      | 2     |
| 15   | Bernard Haenggeli   | Aprilia | 51.23.195 | 21      | 1     |
| 16   | José Barresi        | Yamaha  | 51.31.868 | 20      |       |
| 17   | Jean Pierre Jeandat | Honda   | 51.37.127 | 23      |       |
| 18   | Harald Eckl         | Aprilia | 51.44.775 | 27      |       |
| 19   | Andreas Preining    | Rotax   | 1 giro    | 24      |       |
| 20   | Bernd Kassner       | Honda   | 1 giro    | 25      |       |
| 21   | Jean Foray          | Yamaha  | 1 giro    | 29      |       |
| 22   | Urs Jücker          | Yamaha  | 1 giro    | 32      |       |

### Ritirati
| Pilota            | Moto     | Motivo | Griglia |
| ----------------- | -------- | ------ | ------- |
| Adrien Morillas   | Aprilia  |        | 9       |
| Jorge Martínez    | JJ Cobas |        | 17      |
| Erich Neumair     | Yamaha   |        | 28      |
| Marcellino Lucchi | Aprilia  |        | 19      |
| Patrick Igoa      | Aprilia  |        | 26      |
| Masahiro Shimizu  | Honda    |        | 11      |

### Non partiti
| Pilota           | Moto    | Motivo | Griglia |
| ---------------- | ------- | ------ | ------- |
| Alberto Puig     | Yamaha  |        | 12      |
| Andrea Borgonovo | Aprilia |        | 22      |
| Carlos Lavado    | Aprilia |        | 30      |
| Peter Lindén     | Yamaha  |        | 31      |

## Classe 125
Quella della 125 è la classe in cui la lotta alla conquista del titolo iridato è più aperta: sono rimasti in tre piloti a potersi aggiudicare il titolo, il tedesco Stefan Prein (giunto al sesto posto) che precede di 7 punti l'italiano Loris Capirossi (vincitore della gara) e di 9 punti l'olandese Hans Spaan (giunto al quinto posto).

### Arrivati al traguardo
| Pos. | Pilota              | Moto     | Tempo     | Griglia | Punti |
| ---- | ------------------- | -------- | --------- | ------- | ----- |
| 1    | Loris Capirossi     | Honda    | 45.49.954 | 7       | 20    |
| 2    | Heinz Lüthi         | Honda    | 45.51.115 | 9       | 17    |
| 3    | Bruno Casanova      | Honda    | 45.51.124 | 1       | 15    |
| 4    | Fausto Gresini      | Honda    | 45.52.661 | 10      | 13    |
| 5    | Hans Spaan          | Honda    | 45.52.716 | 5       | 11    |
| 6    | Stefan Prein        | Honda    | 45.52.722 | 3       | 10    |
| 7    | Emilio Cuppini      | Honda    | 45.58.815 | 8       | 9     |
| 8    | Alessandro Gramigni | Aprilia  | 46.11.115 | 15      | 8     |
| 9    | Gabriele Debbia     | Aprilia  | 46.16.150 | 12      | 7     |
| 10   | Robin Appleyard     | Honda    | 46.16.271 | 13      | 6     |
| 11   | Hans Koopman        | Honda    | 46.17.491 | 17      | 5     |
| 12   | Kinya Wada          | Honda    | 46.17.671 | 26      | 4     |
| 13   | Dirk Raudies        | Honda    | 46.19.242 | 16      | 3     |
| 14   | Steve Patrickson    | Honda    | 46.24.624 | 14      | 2     |
| 15   | Antonio Sánchez     | JJ Cobas | 46.29.862 | 18      | 1     |
| 16   | Taru Rinne          | Honda    | 46.30.068 | 24      |       |
| 17   | Manuel Hernández    | Honda    | 46.32.008 | 20      |       |
| 18   | Hisashi Unemoto     | Honda    | 46.37.860 | 31      |       |
| 19   | Stefan Kurfiss      | Honda    | 46.38.294 | 19      |       |
| 20   | Johnny Wickström    | JJ Cobas | 46.38.521 | 29      |       |
| 21   | Flemming Kistrup    | Honda    | 46.04.320 | 27      |       |
| 22   | Bady Hassaine       | Honda    | 47.20.666 | 23      |       |
| 23   | Hubert Abold        | Rotax    | 47.23.829 | 36      |       |
| 24   | Peter Galvin        | Honda    | 47.24.127 | 34      |       |
| 25   | Jos van Dongen      | Honda    | 47.29.426 | 30      |       |

### Ritirati
| Pilota            | Moto      | Motivo | Griglia |
| ----------------- | --------- | ------ | ------- |
| Stefan Brägger    | Aprilia   |        | 33      |
| Maurizio Vitali   | Gazzaniga |        | 11      |
| Ralf Waldmann     | Rotax     |        | 4       |
| Herri Torrontegui | Honda     |        | 35      |
| Manuel Herreros   | JJ Cobas  |        | 25      |
| Allan Scott       | Honda     |        | 28      |
| Doriano Romboni   | Honda     |        | 2       |
| Julián Miralles   | JJ Cobas  |        | 22      |
| Jorge Martínez    | JJ Cobas  |        | 6       |
| Alfred Waibel     | Honda     |        | 32      |
| Stefan Dörflinger | Aprilia   |        | 21      |

## Classe sidecar

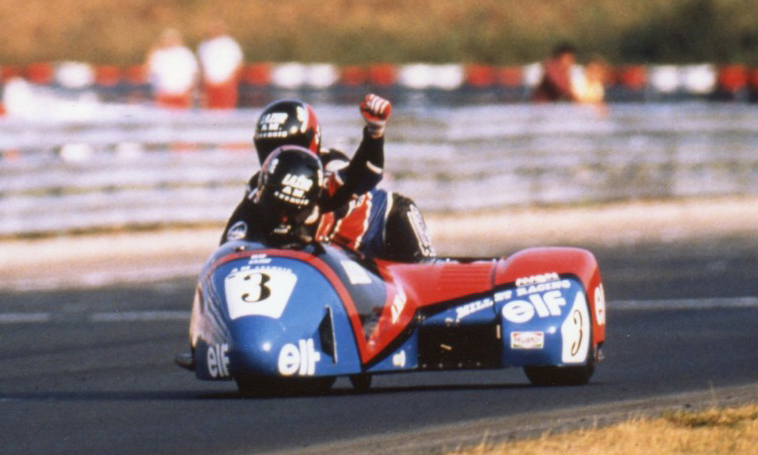
Alain Michel e Simon Birchall festeggiano la conquista del titolo

Per le motocarrozzette quello dell'Hungaroring è l'ultimo GP stagionale; la lotta per il titolo è ristretta ad Alain Michel-Simon Birchall (168 punti), Steve Webster-Gavin Simmons (166) ed Egbert Streuer-Geral de Haas (152). Proprio Streuer si vede però costretto a cambiare passeggero per la gara, in quanto de Haas accusa problemi di salute; il sostituto è Scott Whiteside, che solitamente corre con Michael Burcombe.
Le prime due posizioni al traguardo sono appannaggio di equipaggi non in lotta per la corona iridata: i fratelli Güdel (al loro primo successo nel motomondiale) e Rolf Biland-Kurt Waltisperg. La contesa per il titolo sostanzialmente si definisce quasi subito con il ritiro per problemi meccanici di Webster-Simmons; a Michel-Birchall basta quindi il 6º posto per festeggiare il primo mondiale in carriera. Streuer e Whiteside chiudono terzi, piazzamento che consente all'olandese di scavalcare Webster in classifica e di diventare vicecampione.
Tra i ritirati del GP d'Ungheria c'è anche l'equipaggio Markus Bösiger-Peter Markwalder, che per la prima volta era riuscito a qualificare per la gara il suo sidecar LCR-Swissauto 250 Turbo.
La classifica finale è la seguente: Michel 178 punti, Streuer 167, Webster 166, Biland 134, Güdel 125.

### Arrivati al traguardo (posizioni a punti)[5]
| Pos | Pilota             | Passeggero       | Moto           | Tempo     | Punti |
| --- | ------------------ | ---------------- | -------------- | --------- | ----- |
| 1   | Paul Güdel         | Charly Güdel     | LCR-Yamaha     | 44'06"154 | 20    |
| 2   | Rolf Biland        | Kurt Waltisperg  | LCR-Krauser    | 44'07"683 | 17    |
| 3   | Egbert Streuer     | Scott Whiteside  | LCR-Yamaha     | 44'28"475 | 15    |
| 4   | Steve Abbott       | Shaun Smith      | LCR-JPX        | 44'38"069 | 13    |
| 5   | Masato Kumano      | Eckart Rösinger  | LCR-TEC        | 44'50"554 | 11    |
| 6   | Alain Michel       | Simon Birchall   | LCR-Krauser    | 44'50"767 | 10    |
| 7   | Markus Egloff      | Urs Egloff       | SMS-Yamaha     | 44'55"302 | 9     |
| 8   | Yoshisada Kumagaya | Brian Houghton   |                | 44'57"878 | 8     |
| 9   | Barry Brindley     | Steve Parker     | LCR-Yamaha     | 45'11"836 | 7     |
| 10  | Klaus Klaffenböck  | Christian Parzer | LCR-Yamaha     | 45'17"946 | 6     |
| 11  | Ralph Bohnhorst    | Thomas Böttcher  | LCR-Yamaha     |           | 5     |
| 12  | Derek Jones        | Peter Brown      | LCR-Yamaha     |           | 4     |
| 13  | Fritz Stölzle      | Hubert Stölzle   | LCR-Krauser    |           | 3     |
| 14  | Barry Smith        | David Smith      | Windle-ADM     |           | 2     |
| 15  | Billy Gällros      | Peter Berglund   | Streuer-Yamaha |           | 1     |